# Ramón Iribarren

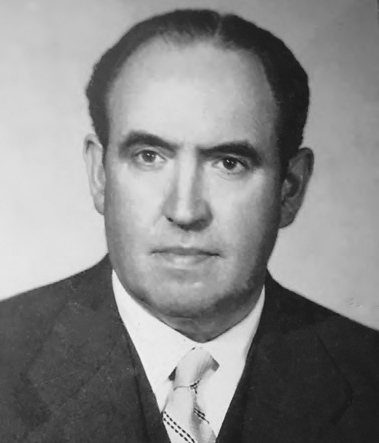
Ramón Iribarren Cavanilles

Ramón Iribarren Cavanilles (Irún, Guipúzcoa, 15 april 1900 - Madrid, 21 februari 1967) was een Spaanse ingenieur van Baskische afkomst, lid van de Spaanse Koninklijke Academie voor Exacte, Fysische en Natuurwetenschappen, hoewel geen actief lid.
Iribarren was civiel ingenieur en hoogleraar havens aan het opleidingsinstituut van de Spaanse Overheid voor Civiel Ingenieurs (Escuela Técnica Superior de Ingenieros de Caminos, Canales y Puertos, ETSICCP). Hij bekleedde ook de functies van directeur van het havenlaboratorium, voorzitter van de Spaanse delegatie bij de Permanent International Commission for Navigation Congresses (PIANC). Hij was verantwoordelijk voor ontwerp en uitvoering van havenwerken in de provincies Guipúzcoa, Fuenterrabía, San Sebastián, Orio, Guetaria, Zumaya en Deva (langs de Golf van Biskaje). Iribarren erkende dat veel van de havens daar onvoldoende beschermd waren tegen zware golf- en stormomstandigheden, wat had geleid tot een aantal scheepswrakken en een bedreiging vormde voor de economische levensvatbaarheid van de lokale vissersgemeenschap, met wie hij een hechte band had.
Iribarren heeft studies uitgevoerd inzake de kustverdediging van Restinga Smir (Marokko, even ten zuiden van Ceuta), inzake de oliehaven van Luanda (Angola) en de kustverdediging van van Cartagena de Indias (Colombia). 
Hij heeft veel meer fundamenteel onderzoek gedaan, onder andere een formule voor de berekening van stabiliteit van breuksteen in golfbrekers, de berekening van verticale wanden (kademuren, caissons), onderzoek naar refractie en diffractie bij havenmonden. Iribarren stelde vast dat veel ontwerpen van havens in Spanje berustte op het simpelweg repliceren van methoden die bij eerdere projecten werden gebruikt, waarbij de leidende principes voor het ontwerp van nieuwe haven- en kustprojecten vaak uitsluitend berustten op een eenvoudige analyse van de vraag of eerdere bouwmethoden succesvol waren geweest of niet. niet. Ontevreden met zo'n volledig empirische benadering, die volgens hem geen rekening hield met de effecten van locatiespecifieke zaken zoals golf- en sedimentgedrag, ontwikkelde hij wetenschappelijke en wiskundige benaderingen die op specifieke gevallen konden worden toegepast, gebaseerd op uitgebreid onderzoek en een inzicht in golfgedrag en kustdynamiek, waarbij hij veel gebruik maakte van observatie en fotografie.
De door hem in 1938 ontwikkelde formule voor de stabiliteit van waterbouwsteen wordt Iribarren-formule genoemd en werd vooral in Spanje toegepast. Het pluspunt van deze formule is de goede theoretische onderbouwing. Na de Tweede Wereldoorlog is in de Verenigde Staten de Hudson-formule ontwikkeld die een zwakkere theoretische basis heeft, maar wel gebaseerd is op veel meer proefresultaten. Het uiteindelijk resulaat van zijn onderzoek naar de stabiliteit van waterbouwsteen heeft hij in 1965 op het PIANC congres in Stockholm gepubliceerd.
Ook heeft hij onderzoek gedaan naar brekende golven en daarmee de basis gelegd voor de parameter
{\displaystyle \xi ={\frac {\tan \alpha }{\sqrt {H/L}}}}
Deze parameter is later verder uitgewerkt en toegepast door Jurjen Battjes, die de parameter de naam Iribarrengetal en het symbool Ir gegeven heeft. Iribarren heeft ook onderzoek gedaan naar golfvervormingen in de baai van Motrico, die de basis legden voor de berekeningen voor latere golf-energiecentrale aldaar.

## Persoonlijke zaken
Iribarren werd geboren in Irún in 1900, de zoon van Plácido José Iribarren Aldaz, een rijke zakenman met eigendommen in Cuba, en Teresa Cavanilles. Als oudste van drie broers studeerde hij aan de San Luis middelbare school in zijn geboorteplaats, waar hij uitblonk als student wiskunde. Na het voltooien van zijn middelbare schoolstudies vertrok hij naar Madrid om exacte wetenschappen te studeren, maar veranderde zijn koers in 1921 en begon civiele techniek te studeren, waar hij in 1927 afstudeerde als de best geplaatste student van de cursus. Na zijn afstuderen werkte hij aanvankelijk voor het Ministerie van Openbare Werken (Spaans: Ministerio de Obras Públicas) bij de afdeling Wegen in Gerona.
In 1929 werd hij benoemd tot hoofdingenieur van de afdeling havens in de provincie Gipuzkoa, waar hij verantwoordelijk was voor het ontwerp en de uitvoering van verschillende havenprojecten. Deze rol bood Iribarren de mogelijkheid om gedetailleerde observaties te maken van de kustlijn van Gipuzkoa, waarmee hij zijn theorieën kon onderbouwen.
Hij deed onderzoek naar verschillende aspecten van golfbrekers en golfgedrag, waaronder studies in de haven van Mutriku, waar hij in 1932 verantwoordelijk was voor het ontwerp en de bouw van een golfbreker naar de buitenhaven. Na voltooiing van deze werken merkte hij op dat de bestaande verticale zeeweringen van de binnenhaven golfreflectie veroorzaakten, waardoor schepen niet konden aanmeren. Ondanks aanvankelijke tegenstand van de lokale vissersgemeenschap, slaagde hij erin om in 1936 een hellende golfbreker in de binnenhaven aan te leggen, die een einde maakte aan de problemen veroorzaakt door reflectie en veilig afmeren van schepen mogelijk maakte. 
In 1934 benaderde de gemeenteraad van Hondarribia hem om problemen met betrekking tot sedimenttransport en erosie bij de zandbanken in de monding van de Bidasoa aan de Spaanse grens met Frankrijk te onderzoeken, en stelde de bouw van een golfbreker voor. Er werd een budget van 3.000 peseta's goedgekeurd om een klein proefgedeelte van een golfbreker aan te leggen. Iribarren erkende de gecompliceerde aard van de interactie tussen golfgedrag en sediment, en de noodzaak om een effectieve oplossing te ontwerpen, en bestudeerde een aantal jaren de golven en kustmorfodynamica in Hondarribia om de relevante randvoorwaarden te begrijpen en een effectief ontwerp voor te bereiden. Hij publiceerde zijn bevindingen in 1941, en hoewel zijn plannen werden gesteund door het Ministerie van Openbare Werken, stuitten ze op tegenstand van de gemeenteraad en begonnen de golfbrekerwerken niet. Ondertussen werd Iribarren door de Franse autoriteiten benaderd om een ontwerp te maken voor soortgelijke werken aan de overkant van de rivier in de stad Hendaye. Nadat hij in 1945 een ontwerp had voltooid, hield hij toezicht op de bouw van de golfbreker van Hendaye, die in oktober 1946 begon. Het project was een groot succes en in 1949 keurde de gemeenteraad van Hondarribia de bouw  van een golfbreker naar zijn ontwerp goed. Iribarren hield toezicht op de bouw die begon op 7 september 1949 en de werken werden voltooid in 1955 voor een bedrag van 18 miljoen peseta's. Hij bracht wijzigingen aan via een iteratief ontwerpproces naarmate de bouw vorderde, waarbij de uiteindelijke golfbreker 1100 meter lang en 40 meter breed aan de basis was en 300.000 ton waterbouwsteen uit een steengroeve in Jaizkibel gebruikte. Het project was een succes, het loste de erosieproblemen op, verhoogde de veiligheid van de schleepvaart en creëerde een groot recreatiestrand. 
Iribarren werd in 1939 aangesteld als professor aan de ETSICCP, waarmee hij de vacature vervulde die was ontstaan door de dood van Eduardo Castro Pascual tijdens de Spaanse burgeroorlog. Iribarren promootte het idee om een Spaans centrum op te richten voor de studie van kustbouwkunde en havenwerken, naar het voorbeeld van onderzoeksfaciliteiten aan universiteiten zoals de Technische Universiteit van Berlijn en ETH Zürich. Dit werd bereikt in 1948 met de oprichting van het Ports Laboratory (Spaans: Laboratorio de Puertos) in Madrid, met Iribarren als directeur. In 1957 werd het laboratorium onderdeel van het Centro de Estudios y Experimentación de Obras Públicas.
Hij werkte verder onder meer aan de golfbreker van de haven van San Sebastián, die van de haven van Palma de Mallorca, grote werken in de haven van Melilla in 1944, de kanalisatie van de Untxin, de olieterminal van Luanda in 1956 en kustwaterbouwkundige werken in de Golf van Sirte in Algarije, Cartagena de Indias in Clobia en werken in Venezuela. Zijn benadering van de studie van golfgedrag voor de werken in de haven van Palma de Mallorca werd gebruikt als basis voor verschillende havenprojecten in heel Spanje nadat hij zijn methode in 1941 had gepubliceerd, en dit werk werd vervolgens vertaald en gepubliceerd in het Engels (in 1942), Portugees en Frans (1946). Tussen 1960 en 1961 kreeg hij van de Spaanse regering de opdracht om samen met een Franse delegatie in Parijs studies uit te voeren voor spoorweg- en haveninfrastructuur in Villa Cisneros om ijzererts te vervoeren dat werd gewonnen in de provincie van de Sahara.
De positie van Iribarren in de overheidsinstantie van het Franco-regime was onduidelijk. Vanwege dit regime was de invloed van zijn onderzoek na de Tweede Wereldoorlog niet onomstreden. Mede hierdoor heeft de door hem ontwikkelde formule voor de stabiliteit van waterbouwsteen niet veel navolgers gevonden, en is wereldwijd de Amerikaanse Hudson-formule gebruikt, die ongeveer tegelijkertijd (buiten Spanje) gepubliceerd is.
op 21 februari 1967 stierf Iribarren als gevolg van een brand tijdens het rijden in een Fiat 1500 op de hoofdsnelweg Valencia-Madrid, nabij Vallecas. Een horloge met inscriptie, hem geschonken door een federatie van vissers in Gipuzkoa, werd gebruikt om hem te identificeren. De omstandigheden van dit ongeluk waren zeer onduidelijk.
Iribarren had een zeer theoretische benadering, ondersteund door experimenten, en zijn werk blijft de basis vormen voor verschillende kustwaterbouwkundige ontwerpmethoden. Zijn bevindingen zijn verder ontwikkeld door modern onderzoek, waaronder hedendaagse ontwerpmethoden zoals de Van der Meer-formule, die de methoden van Iribarren uitbreidt om rekening te houden met onregelmatige golven en de invloed van stormduur.
Hij werd geëerd door de regeringen van Spanje en Frankrijk met de onderscheidingen van de Civiele Orde van Alfonso X de Wijze in 1959, de Orde van Burgerlijke Verdienste en Ridder van het Franse Legioen van Eer. Hij werd een geadopteerde zoon van Hondarribia genoemd vanwege zijn werk aan de Bidasoa-golfbreker en de bijbehorende strandsuppletiewerkzaamheden daar. Een bronzen buste van Iribarren door de Spaanse beeldhouwer José Pérez Pérez "Peresejo" staat op de locatie van de Bidasoa-werken, die daar in 1969 zijn opgericht.

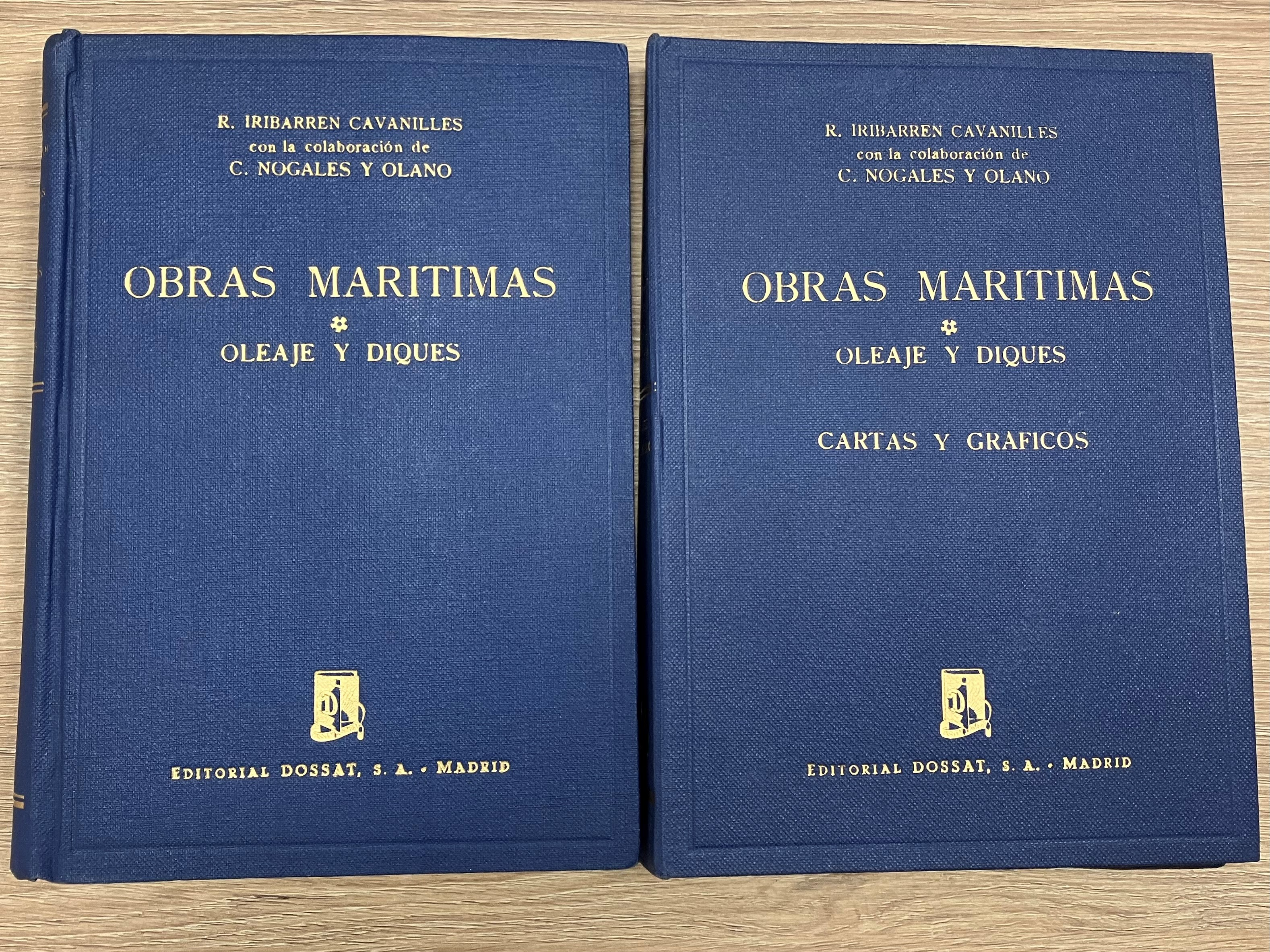
Zijn standaardwerk "obras maritimas"

In 1954 publiceerde hij zijn standaardwerk Obras maritimas: Oleaje y diques, dat hij samen met zijn collega Casto Nogales y Olano (1908-1985) heeft geschreven. Gedurende zijn hele loopbaan heeft hij veel samengewerkt met Nogales. 
In 2017 werd een conferentie gehouden in het Spaanse Instituut van Ingenieurs(Instituto de la Ingeniería de España, IIE) om de vijftigste verjaardag van het overlijden van Iribarren te herdenken.
- Biblioteca Nacional de España: XX1321846
- Library of Congress Control Number: nr2004005915
- Virtual International Authority File: 41789211
- WorldCat: E39PBJqKfMKHPbkHFmw97khGpP